# HD 165475
HD 165475，又名BD+12 3383，SAO 103373、HR 6758，是一颗恒星，视星等为7.04，位于銀經38.69，銀緯15.51，其B1900.0坐标为赤經18h 1m 4.3s，赤緯+11° 15.51′ 44″。